# Shumai

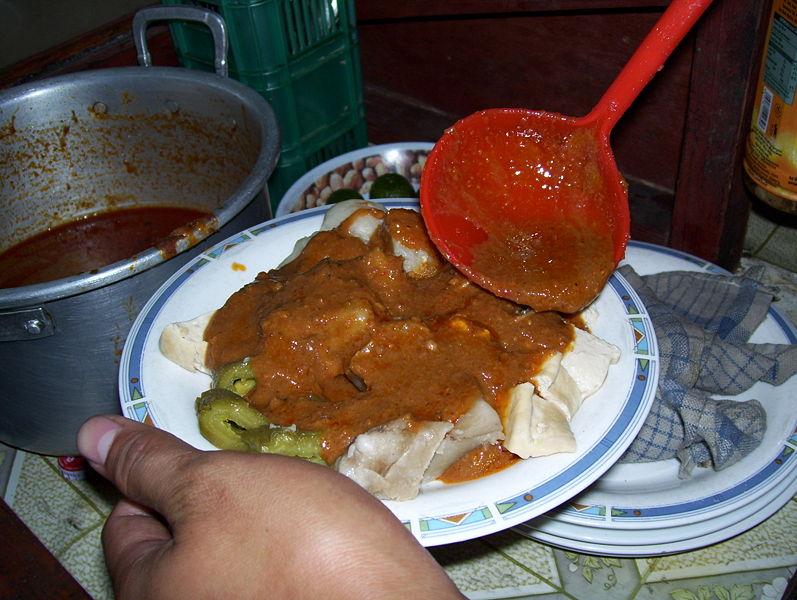
Variante indonesiana con Salsa di arachidi

Il shumai (Cinese semplificato 烧卖, cinese tradizionale:燒賣 pinyin: shāomài, Jyutping: =sīumáai, Cantonese; sīumáai) è un tipo di raviolo della cucina cinese originario di Hohhot della Mongolia Interna. Nella cucina cantonese è di solito servito come uno snack di dim sum. Nell'emigrazione cinese verso il Giappone è stata importata una variante di Shaomai (焼売, Shūmai).

## Varianti
- Shaomai di Hohhot
- Shiumaai Cantonese
- Shaomai Hunan Juhua
- Shaomai Jiangnan
- Shaomai uiguro
- Shaomai Jiangxi Yifeng
- Shaomai di Shanghai

Di altri paesi:
- Shūmai giapponese
- Siomay indonesiano
- Siomai filippino
- Xíu mại vietnamita